# Gołąbek wierzb alpejskich
Gołąbek wierzb alpejskich (Russula saliceticola (Singer) Kühner ex Knudsen & T. Borgen) – gatunek grzybów należący do rodziny gołąbkowatych (Russulaceae).

## Systematyka i nazewnictwo
Pozycja w klasyfikacji według Index Fungorum: Russula, Russulaceae, Russulales, Incertae sedis, Agaricomycetes, Agaricomycotina, Basidiomycota, Fungi.
Po raz pierwszy opisał go w 1936 r. Rolf Singer jako podgatunek gołąbka torfowcolubnego (Russula sphagnophila subsp. saliceticola). W 1982 r. Robert Kühner, Henning Knudsen i Torbjørn Borgen podnieśli go do rangi gatunku. Synonimy:
- Russula saliceticola (Singer) Kühner 1982
- Russula saliceticola var. gaviae Bincol., Giac. & Ostellari 2011
- Russula sphagnophila subsp. saliceticola Singer 1936

Polską nazwę zarekomendował w 2003 r. Władysław Wojewoda.

## Morfologia
Kapelusz
Średnica 3–4 cm, płasko-wypukły z cienkim i lekko prążkowanym brzegiem. Powierzchnia ciemnofioletowa do głęboko winnofioletowej z lekkim brązowawym odcieniem, nieodbarwiająca się, naga, sucha, prawie matowa. Skórka łatwo daje się oddzielić.
Blaszki
Wolne do przyrośniętych, rzadkie do średnio gęstych, wąskie, o szerokości ok. 5 mm, głęboko kremowe do ochrowych. Krawędzie tej samej barwy, ale jaśniejsze.
Trzon
Wysokość do 3,5 cm, grubość 0,8–1,1 cm, równy, pełny. Powierzchnia matowa z lekko oprószonym szczytem, biała, lekko czerwonawo nabiegła.
Miąższ
Biały, lekko brązowawy ku podstawie, z fioletową strefą pod skórką. Pod działaniem FeSO4 szybko zmienia barwę na różową. Smak łagodny, w wysuszonych okazach zapach podobny do zapachu lejkówki żółtobrązowej (Infundibulicybe gibba).
Wysyp zarodników
Kremowy lub jasnoochrowy.
Cechy mikroskopowe;
Zarodniki 8,7–12 × 7–9,5 µm, Q = 1,23, elipsoidalne, gęsto pokryte brodawkami o wysokości 0,5–0,8 µm, bardziej wyraźnie w kierunku wierzchołków zarodników. Brodawki połączone są łącznikami tworzącymi mniej lub bardziej wyraźną siatkę. Podstawki 43–48 × 11,3 µm, 4-zarodnikowe.

## Występowanie i siedlisko
Podano stanowiska w Ameryce Północnej, Europie i Azji, najwięcej na Półwyspie Skandynawskim. Gatunek arktyczno-alpejski. Do 2003 r. jedyne stanowisko w Polsce podali H. Knudsen i A. Roniker w Tatrzańskim Parku Narodowym.
Naziemny grzyb mykoryzowy występujący w tundrze i wysoko w górach, w towarzystwie wierzb karłowatych: w. zielnej, w. wykrojonej i w. żyłkowanej.